# 椿本浩子
椿本 浩子（つばきもと ひろこ、1985年9月24日 - ）は、愛媛県西条市出身の元女子競輪選手。現役時代は日本競輪選手会愛媛支部に所属し、ホームバンクは松山競輪場であった。日本競輪学校（当時。以下、競輪学校）第114期生。

## 経歴
幼少時よりサッカー、新居浜高専入学後はバスケットボールに打ち込み、全国工業高等専門学校大会バスケットボール競技で3位という実績を残した。卒業後、化学関係の会社に就職したが、競輪場を見学した際に魅力を感じ、競輪選手を目指すことになったという。
2017年1月12日、競輪学校第114回技能試験に合格。在校競走成績は20位（0勝）。
2018年7月17日、高知競輪場でデビューし6着。
競走成績不振による代謝の対象となり、2021年6月25日の高知FI最終日第5レース（5着）が現役最後のレースとなった。
2021年7月8日、選手登録消除。通算戦績は192戦0勝。